# C. V. Clark
C. V. Clark foi um ciclista britânico que competiu representando a Grã-Bretanha na prova dos 5 000 m nos Jogos Olímpicos de 1908, em Londres, Reino Unido.